# Merschwitz (Nünchritz)
Merschwitz ist ein rechtsseitig der Elbe gelegener Ortsteil der Gemeinde Nünchritz im Landkreis Meißen in Sachsen.

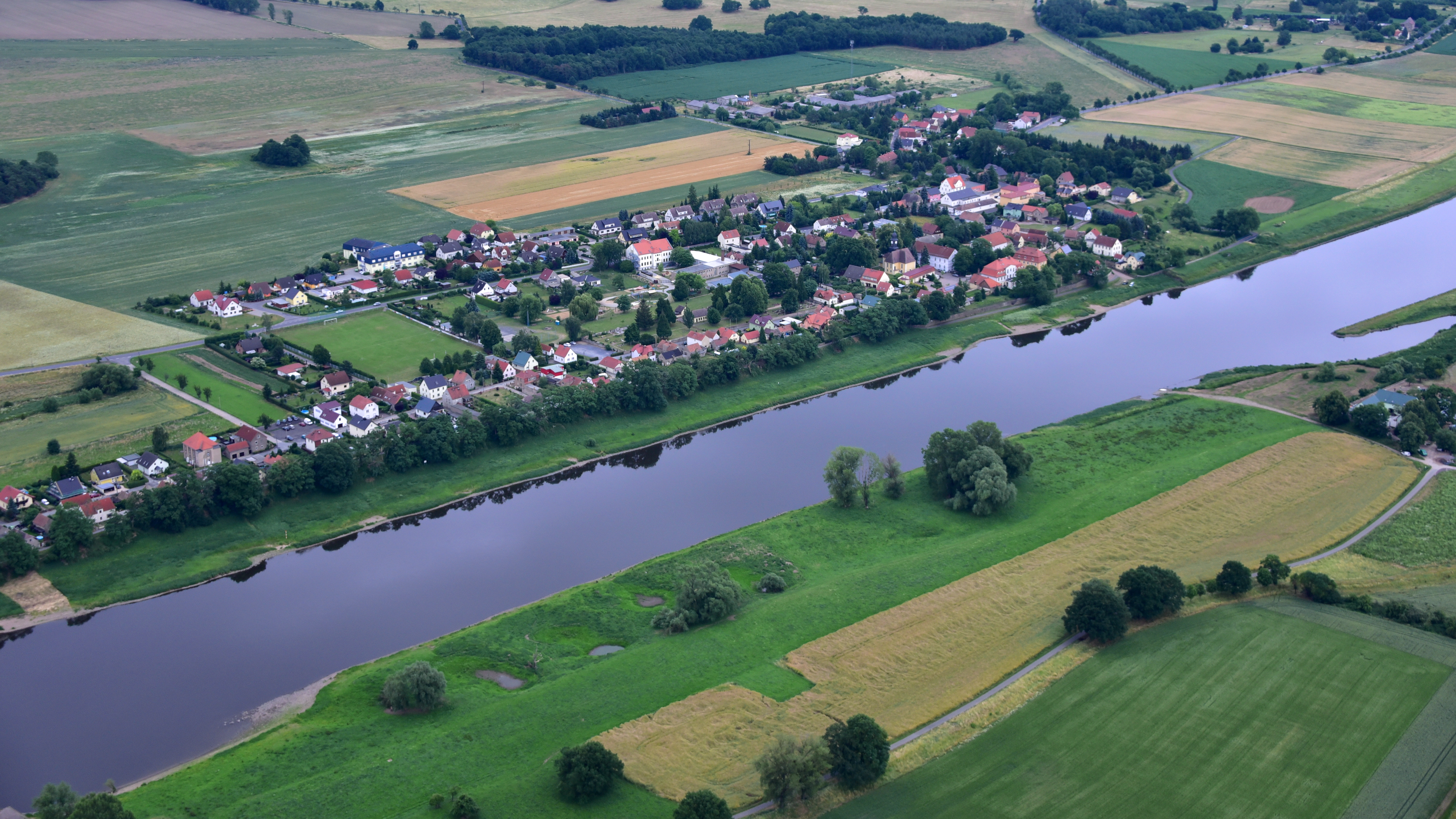
Merschwitz (Nünchritz), Luftaufnahme (2017)

## Geschichte

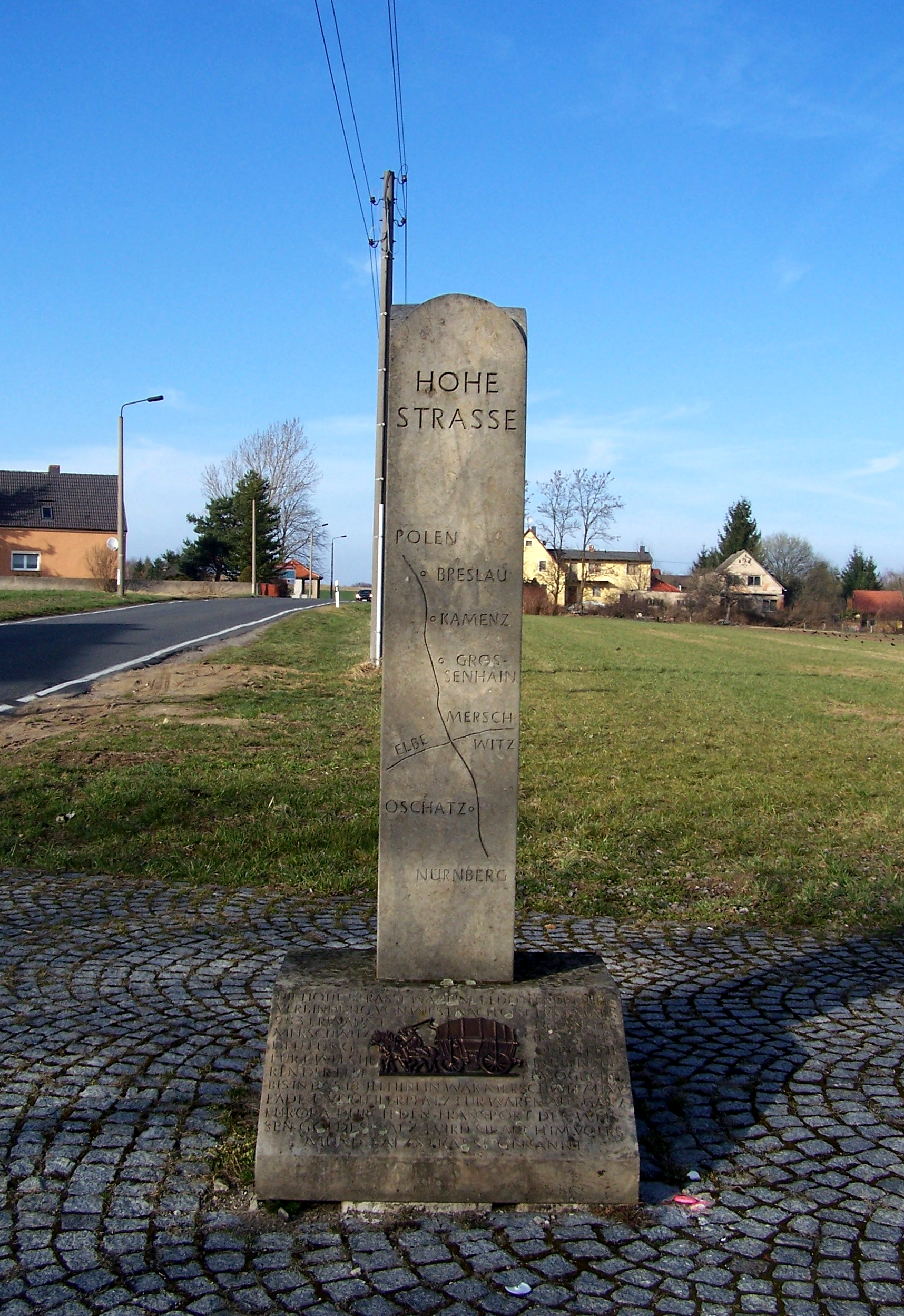
Denkmal für die Handelsstraße Via Regia (Hohe Straße) in Merschwitz

Die Gründung des Dorfes Merschwitz vermutet man im 9. Jahrhundert, eine erste Erwähnung erfolgte 1345 als Merazwitz in einer Urkunde, in welcher die Schenkung mehrerer Felder aus der Flur Merschwitz durch Friedrich von Polenz an das Klarissenkloster Seußlitz dokumentiert wird. Allerdings gab es im Laufe der Jahrhunderte eine Reihe weiterer verschiedener Schreibweisen des Ortsnamens: 1345 Merazwitz, 1350 Merschnwicz und Meretschwicz,  1379 Meraczwicz, 1380 Meraczwycz, 1399 Merschwitz und Merschewitz, 1406 Merczschewicz, 1482 Merßwicz, 1537 Merschwitz, 1540 Merschewitz und schließlich seit 1552 wieder Merschwitz. Um 1791 wurde eine Schreibweise mit Namenszusatz Merschwitz, bey Seußlitz verwendet, gegen 1875 dann Merschwitz bei Großenhain und später auch Merschwitz an der Elbe. Der Ortsname leitet sich wahrscheinlich von einem als Mersche bezeichneten Wald der Gegend ab.
| Jahr | Einwohner |
| ---- | --------- |
| 1551 | 36        |
| 1764 | 35        |
| 1834 | 422       |
| 1871 | 533       |
| 1890 | 621       |
| 1910 | 729       |
| 1925 | 689       |
| 1939 | 714       |
| 1946 | 808       |
| 1950 | 868       |
| 1964 | 773       |
| 1990 | 1124      |
| 2008 | 620       |
| 2009 | 603       |

Der Ort liegt an der Via Regia Lusatiae Superioris, der sogenannten Hohen Straße. Die Merschwitzer Furt durch die Elbe nach Boritz diente lange Zeit zur Überquerung des Flusses auf dieser Ost-West-Handelsroute. Später wurde an dieser Stelle die älteste und wohl auch wichtigste Elbfähre der Mark Meißen errichtet. Dadurch entwickelte sich die Siedlung seit dem Mittelalter auch zu einem Umlade- und Verteilerplatz für transportierte Waren auf ihrem Weg durch Europa, was sich jedoch mit dem Beginn des Eisenbahnzeitalters im 19. Jahrhundert änderte. Der Hauptsitz der Bomätscher befand sich in Merschwitz, das Schiffziehen wurde auch von Männern des Dorfes ausgeübt. Das Elbhochwasser 2002 und das Elbhochwasser 2013 überfluteten Teile von Merschwitz.
Das Platzdorf Merschwitz war um 1350 noch ein Allodium, seit 1380 befand sich ein zum Kloster Seußlitz gehöriges Vorwerk auf dem Gebiet der Siedlung. Es wurde 1543 nach der durch die Reformation bedingte Auflösung des Klosters 1540 als Teil des Rittergutes Seußlitz an den sächsischen Kanzler Simon Pistoris verkauft und durch Erbteilung 1567 in das selbstständiges Rittergut Merschwitz umgewandelt. Es verblieb bis zum Tode ihres letzten Nachkommen im Jahre 1833 im Besitz der Familie Pistoris von Seußlitz. In der Folgezeit erfolgten mehrere Besitzerwechsel, bis das Gut 1914 schließlich in den Besitz des Glashütter Uhrenfabrikanten Kurt Lange gelangte, welcher nach dem Zweiten Weltkrieg enteignet wurde.
Die Verwaltungszugehörigkeit von Merschwitz lag 1406 bei der Pflege Hayn, 1696 beim Amt Hayn, 1856 beim Gerichtsamt Großenhain und 1875 bei der Amtshauptmannschaft Großenhain. Ab 1952 gehörte Merschwitz zum neu geschaffenen Kreis Riesa. Die benachbarten Dörfer Leckwitz und Naundörfchen wurden 1974 nach Merschwitz eingemeindet, welches zusammen mit Goltzscha 1994 zu Diesbar-Seußlitz kam. Zum 1. Januar 2003 erfolgte der Zusammenschluss von Diesbar-Seußlitz mit Nünchritz, wodurch Merschwitz ein Ortsteil dieser Gemeinde wurde. Bereits 1994 war Merschwitz Teil des Landkreises Riesa-Großenhain geworden, der wiederum ab 2008 zum neuen Landkreis Meißen erweitert wurde.

## Kultur und Sehenswürdigkeiten
Sehenswerte Bauwerke in Merschwitz sind unter anderem das barocke Herrenhaus und das Kavaliershaus des einstigen Rittergutes, die evangelische Kirche, das Pfarramt und das Schulhaus des Ortes. Der inzwischen sanierte Turmdrehkran des ehemaligen Sägewerkes ist ein technisches Denkmal. Der Elberadweg führt auch durch Merschwitz.

### Kirche Merschwitz

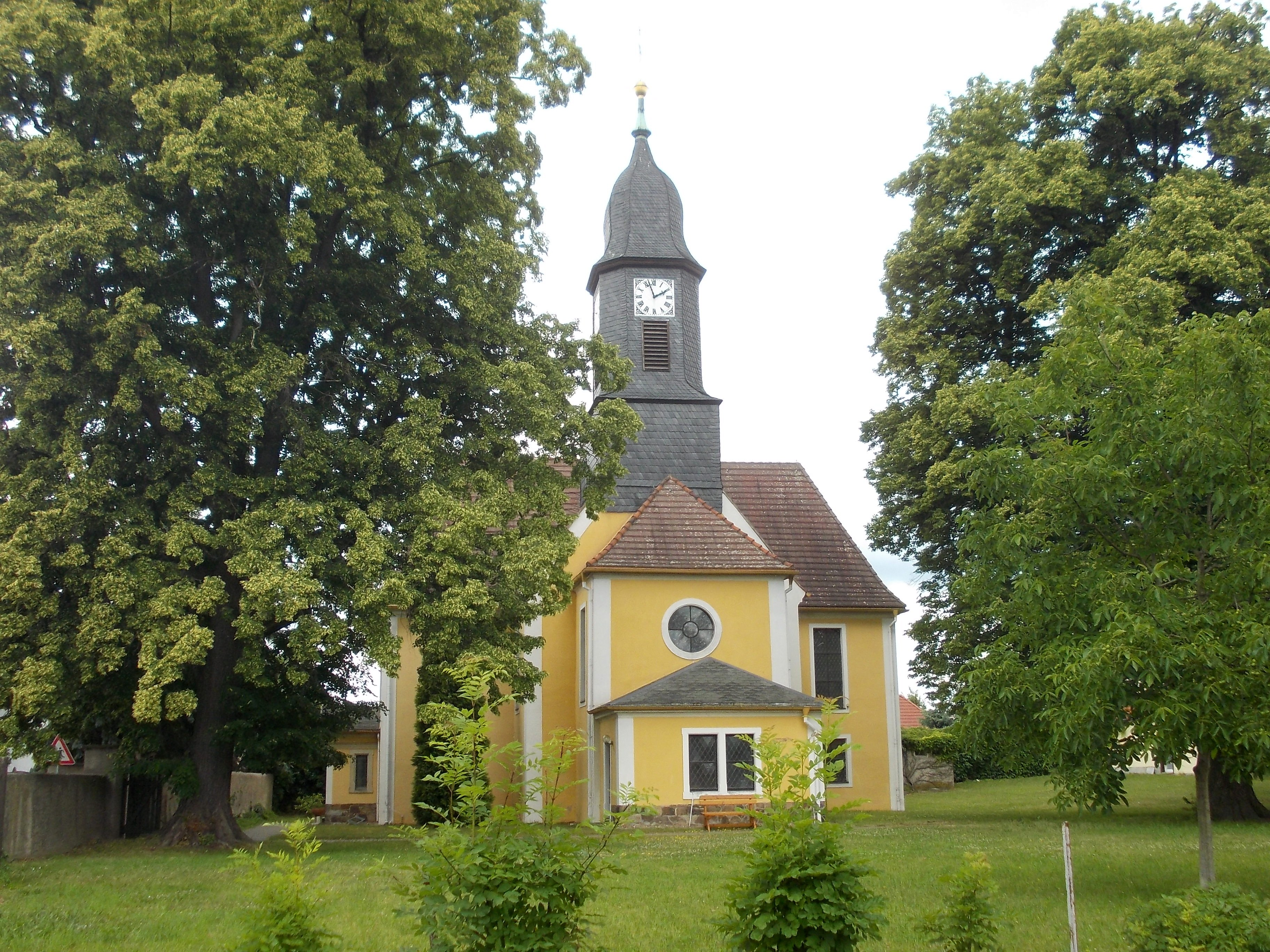
Kirche Merschwitz

Die älteste Erwähnung einer Kirche in Merschwitz findet sich 1495 in Schriften der übergeordneten katholischen Präpositur Meißen. Dieses Bauwerk entstand vermutlich als Erweiterung einer Kapelle des Vorwerks. Bei der Schaffung des Rittergutes Merschwitz 1567 wird von einer Kirche samt Pfarrhaus im Ort berichtet.
Zu Beginn des 18. Jahrhunderts erhielt das Dorf ein neues Gotteshaus. Es wurde im Siebenjährigen Krieg schwer beschädigt, bis 1765 wieder instand gesetzt. Ein erneutes Feuer zerstörte die Kirche im Jahr 1805, der Wiederaufbau erfolgte bis 1893. Der Abbruch einer Sanierung in den 1960ern machte den weiteren Gebrauch als Gebetshaus unmöglich. Erst ein Vierteljahrhundert später wurde dieser Zustand als Bauruine beendet – am ersten Adventssonntag 1989 wurde die evangelische Kirche Merschwitz wieder geweiht.
Sie hat unter anderem einen Flügelaltar, der 1517 vom Großenhainer Meister Pankratius Gruber geschaffen wurde. Das hölzerne Werk überstand bisher alle Zerstörungen des Baus und erfuhr im Jahr 2000 eine komplette Restaurierung. Es zeigt Maria mit dem Jesuskind, ihr zur Seite stehend rechts Johannes der Täufer und links Apostel Petrus.
Weiterhin finden sich steinerne Bildnisse und Grabsteine der ehemals ansässigen Familie Pistoris auf dem Kirchengelände; auf dem nahegelegenen Friedhof liegt die Grabanlage der späteren Rittergutsbesitzer Sachße.
Die Nachbarorte Goltzscha, Leckwitz und Naundörfchen wurden nach Merschwitz eingepfarrt, inzwischen wurde die Kirche Merschwitz Teil des Kirchspiels Großenhainer Land.

### Schule Merschwitz
Eine erste Hauptschule für die Kinder von Goltzscha, Leckwitz, Merschwitz und Naundörfchen wurde bereits 1841 in Merschwitz errichtet. Ein Neubau der Dorfschule erfolgte von 1901 bis 1904. Der Schulbetrieb wurde nach einhundert Jahren 2004 eingestellt. Seit 2009 wird das Gebäude zur neuen Kindertagesstätte für Merschwitz und Seußlitz umgebaut. Eine dabei wieder freigelegte steinerne Gebetszeile „Dein Reich komme“ am Portal der denkmalgeschützten Schule sorgte im November 2010 für politischen Streit innerhalb des Nünchritzer Gemeinderates über ihre weitere Sichtbarkeit.

### Sport
Der seit mehr als 100 Jahren aktive Sportverein TSV Merschwitz 1912 unterhält Abteilungen für Sportkegeln und Fußball. Die Fußballer waren 2009 und 2010 Gastgeber von INTERSPORT-kicker-Fußballcamps, an denen sich auch mehrere DFB-Trainer beteiligten. Beide Veranstaltungen zählten durch jeweils fast einhundert Teilnehmer mit zu den größten Kinderfußballlagern Deutschlands dieser Jahre.

### Sägewerk Merschwitz

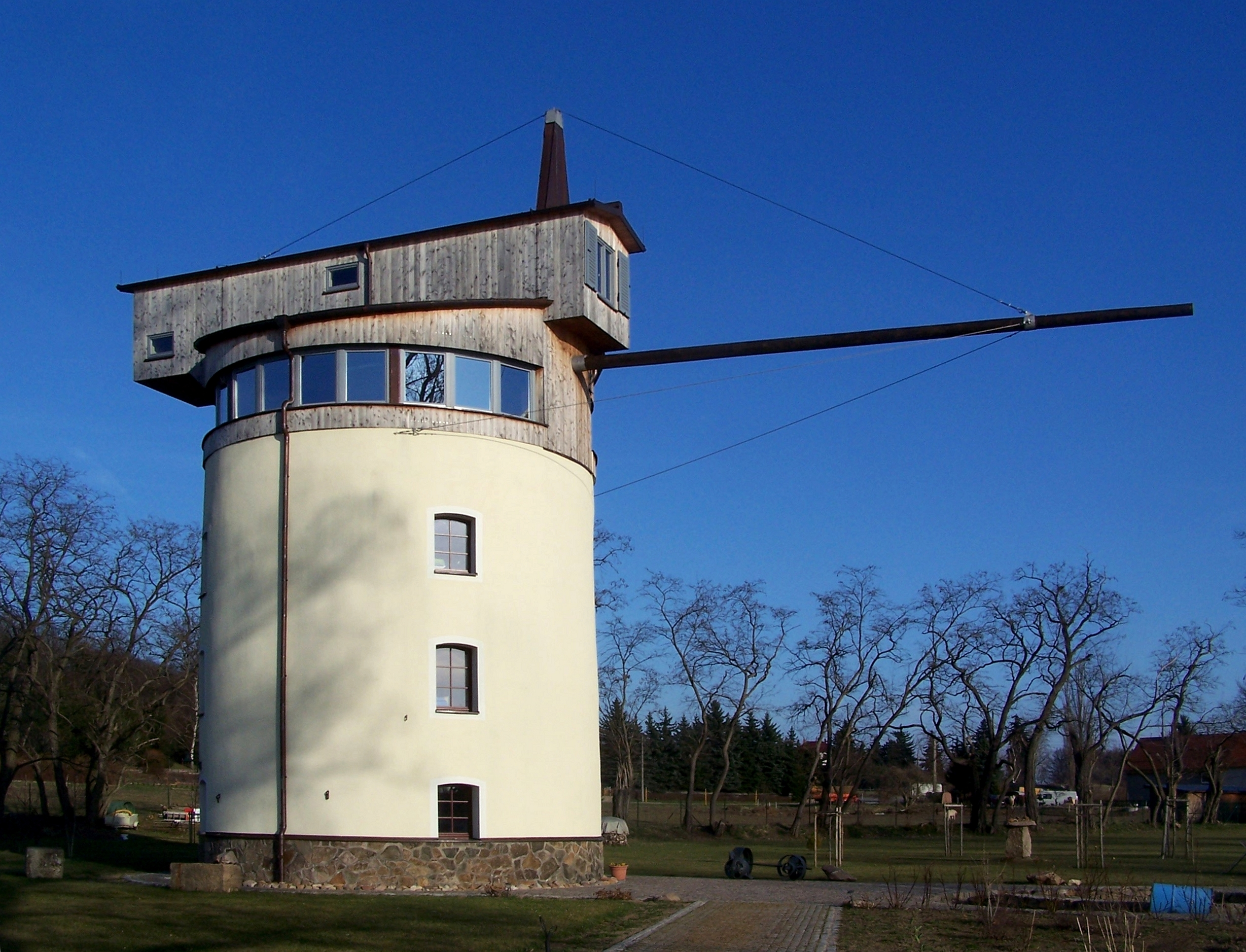
Sanierter Turmdrehkran des alten Sägewerks

In Merschwitz war bis Mitte des 19. Jahrhunderts eine Ziegelei ansässig, die für ihre produzierten Biberschwänze berühmt war. Aufgrund des Mangels am nötigen Rohstoff Lehm wurde das Gelände 1876 in ein Sägewerk umgewandelt, das von da an böhmisches Floßholz zerkleinerte. Das Dampfsägewerk Otto Schulze verkaufte seine zugeschnittenen Hölzer vor Ort, verschiffte sie aber auch auf der Elbe bis nach Hamburg. Nach einem Feuer 1952 wurde der Betrieb der Anlage 1958 eingestellt.
Die früher zum Antrieb der Sägegatter verwendete Dampfmaschine wurde 1898 in der Lokomobilfabrik R. Wolf in Magdeburg-Buckau konstruiert. Diese Nassdampf-Verbundlokomobile mit der Fabriknummer 6313 gilt als die drittälteste Dampflokomobile im deutschsprachigen Raum. 1985 kam sie als technisches Denkmal in den Besitz der TU Dresden, 1996 übernahm das Museum Historische Dampfmaschinen und Motoren im brandenburgischen Goyatz die Maschine.
Im Jahr 1876 wurde auf dem Gelände ein Turmdrehkran zum Stapeln von Holz erbaut, der ab 1921 elektrisch betrieben wurde. Er hatte ursprünglich einen vierzehn Meter langen Ausleger. Das seit seiner Außerdienststellung verfallene Schwenkkrangebäude ließ ein Nünchritzer Unternehmer von 2007 bis 2009 restaurieren. Das Drehwerk wurde dabei deaktiviert, der neu integrierte Ausleger ist zwölf Meter lang.

## Verkehr
Eine inzwischen aufgegebene Elbfähre verband Merschwitz mit Hirschstein. Eine Buslinie verbindet Merschwitz mit Nünchritz und Meißen, wo jeweils Anschluss an das Eisenbahnnetz besteht.

## Persönlichkeiten
- Romy Logsch (* 1982), Leichtathletin und Bobfahrerin, während ihres Besuchs der Mittelschule Merschwitz wurde ihr sportliches Talent entdeckt[13]
- Christoph Uleer (* 24. Januar 1937 in Merschwitz),  deutscher Jurist, seit 2001 Vorstandsvorsitzender der Deutschen AIDS-Stiftung
- Bernhard Sachsse (* 12. Mai 1864 in Leipzig; † nach 1914), Rittergutsbesitzer in Merschwitz und Mitglied des Deutschen Reichstags.